# 薩克恰格聚
薩克恰格聚是土耳其的城鎮，位於該國南部，由加濟安泰普省負責管轄，鎮上自十九世紀晚期出土石器時代文物，2010年人口約7,000。

## 外部連結
- The Sakçagözü Project
- Reliefs （页面存档备份，存于） from Sakçagözü on the "Hittite monuments" website.

37°11′54″N 36°55′38″E / 37.19833°N 36.92722°E